# فيكتور موردوك
فيكتور موردوك (بالإنجليزية: Victor Murdock)‏ هو مُحرِّر وسياسي أمريكي، ولد في 18 مارس 1871 في بورلينغامي في الولايات المتحدة، وتوفي في 8 يوليو 1945 في ويتشيتا في الولايات المتحدة. حزبياً، نشط في الحزب الجمهوري. وقد انتخب عضو مجلس النواب الأمريكي (1907 – 1915).